# Walckenaeria oregona
Walckenaeria oregona este o specie de păianjeni din genul Walckenaeria, familia Linyphiidae, descrisă de Millidge, 1983. Conform Catalogue of Life specia Walckenaeria oregona nu are subspecii cunoscute.